# Memory Almost Full
Memory Almost Full är ett album från 2007 av den brittiske popartisten Paul McCartney.
Memory Almost Full är den första skivan som släpps på kafékedjan Starbucks nya etikett, Hear Music. Efter ett album med mer introspektiva och lugna låtar (Chaos and Creation in the Backyard) är detta en återgång till lite mer poppiga och muntra låtar, även om texterna till vissa av låtarna fortfarande har en melankolisk anstrykning.
Även om skivan alltså kom ut efter Chaos and Creation spelades en del av skivans låtar in före denna. Samma band som medverkade på Driving Rain deltog på ett flertal låtar på Memory Almost Full. Men en stor del av låtarna är inspelade av McCartney på egen hand.
Skivan släpptes i ett par olika versioner varav flera innehöll bonuslåtarna In Private, Why So Blue och 222.

## Låtlista
Alla låtar skrivna av McCartney.
1. "Dance Tonight"
2. "Ever Present Past"
3. "See Your Sunshine"
4. "Only Mama Knows"
5. "You Tell Me"
6. "Mister Bellamy"
7. "Gratitude"
8. "Vintage Clothes"
9. "That Was Me"
10. "Feet in the Clouds"
11. "House of Wax"
12. "End of the End"
13. "Nod Your Head"